# Cottingley
Pour la banlieue de Leeds; Cottingley (Leeds)
Cottingley est un village dans le district métropolitain de la Cité de Bradford dans le Yorkshire de l'Ouest en Angleterre. Il est situé pratiquement à la périphérie Nord-Ouest de la ville de Bradford, entre Shipley et Bingley.
Le village a été rendu célèbre par une série de photographies prises au début du XXe siècle, mettant en scène des fées. Contrairement à ce que beaucoup de gens croient du fait de l'affaire des fées, Cottingley n'est pas un village isolé.

## Localisation

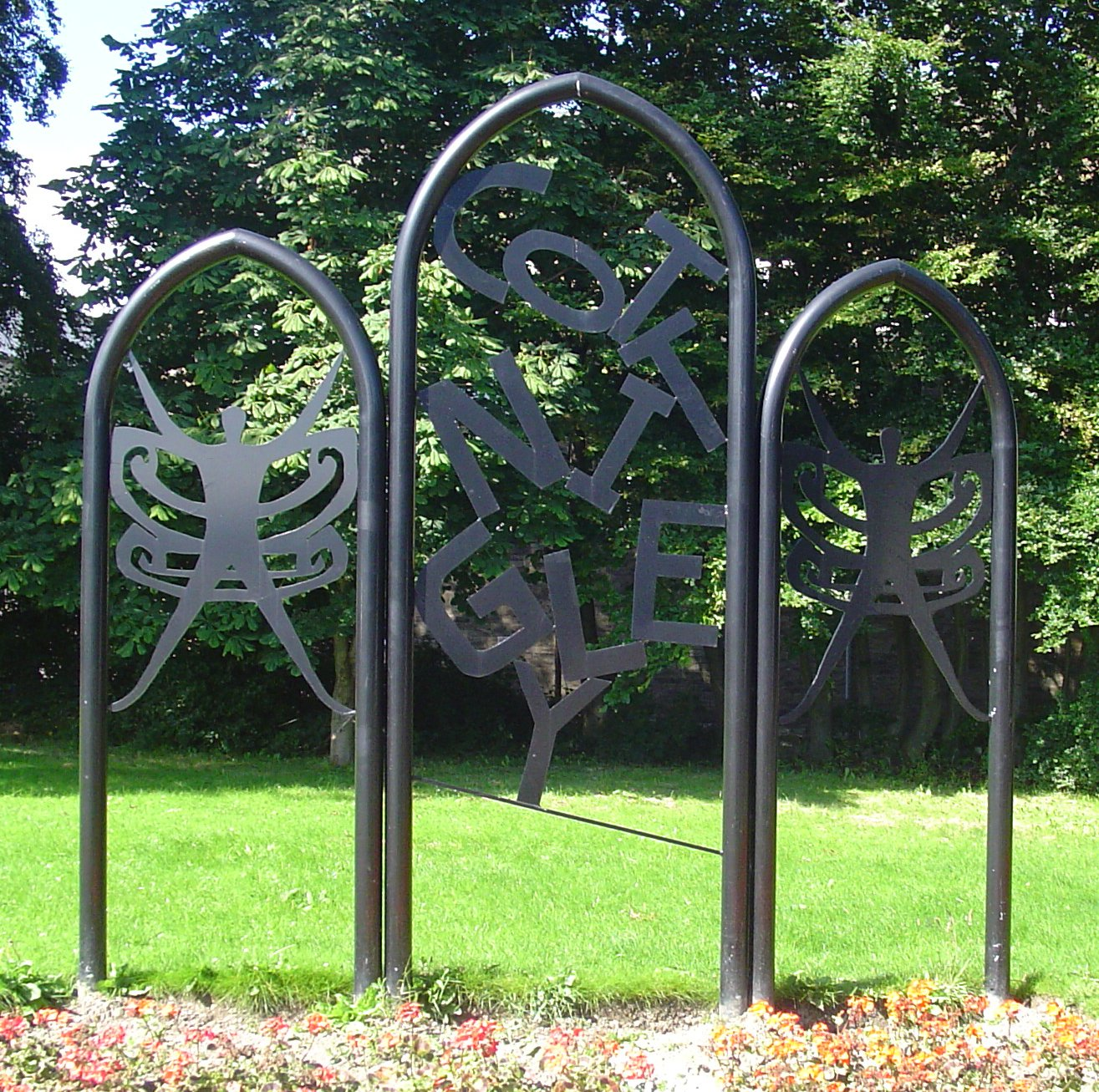
Panneau de Cottingley montrant des fées

Le village se trouve dans la vallée de l'Aire entre Shipley et Bingley, à environ 100 mètres d'altitude. Au nord se trouve l'A650 ; Cottingley était autrefois sur la route principale avant qu'une autre route ne soit construite à partir du pont de Bingley en 1825. Les terres à l'est de la B6269 sont principalement planes et celles à l'ouest s'élèvent à une hauteur de 170 mètres à côté de Mars Cote Lane. La rivière Beck permet de couper un profond chenal étroit et rocheux s'écoulant vers le nord de la rivière Aire.

## Géologie
La zone se trouve sur Millstone Grit ; les pentes inférieures sont recouvertes d'argile, il y a aussi des signes de dépôts glaciaires. D'anciens dépôts de charbon jonchent les champs de chaque côté de la route Cottingley Cliffe. Elles sont présentées soit comme d'anciens puits de charbon ou des mines de charbon sur la carte de la zone en 1852, ce qui semble suggérer que certains étaient encore en cours d'exploitation à cette époque.

## Politique
Cottingley fait partie du Bingley Rural Ward sur la municipalité de Bradford, et d'une partie de la circonscription parlementaire de Shipley, représentée depuis 2005 par le conservateur Philip Davies.

## Faits remarquables
- Stock House était le domicile de M. Thomas Baines, fabricant.
- Cottingley Hall est localisée sur la carte de 1908, à proximité de l'emplacement de l'actuel parc Cottingley Manor. Sur la carte de 1852, il est appelé Cottingley Chambre (il semblerait que Cottingley Chambre et Cottingley Hall soient des noms différents pour la même propriété.)
- Cottingley avait aussi son propre réservoir géré par Cottingley Water Works Co. Ce n'est indiqué qu'à Manor Farm (maintenant Mars Côte Lane) sur la carte locale de 1908.

## Personnalités nées à Cottingley
- Richard Thornton (1838-1863), géologue et explorateur